# The Third Alarm
The Third Alarm er en amerikansk stumfilm fra 1922 af Emory Johnson.

## Medvirkende
- Ralph Lewis som Dan McDowell
- Johnnie Walker som Johnny McDowell
- Ella Hall som June Rutherford
- Virginia True Boardman
- Frankie Lee som Jimmie
- Wilbur Higby som Andrews